# Archaizacja

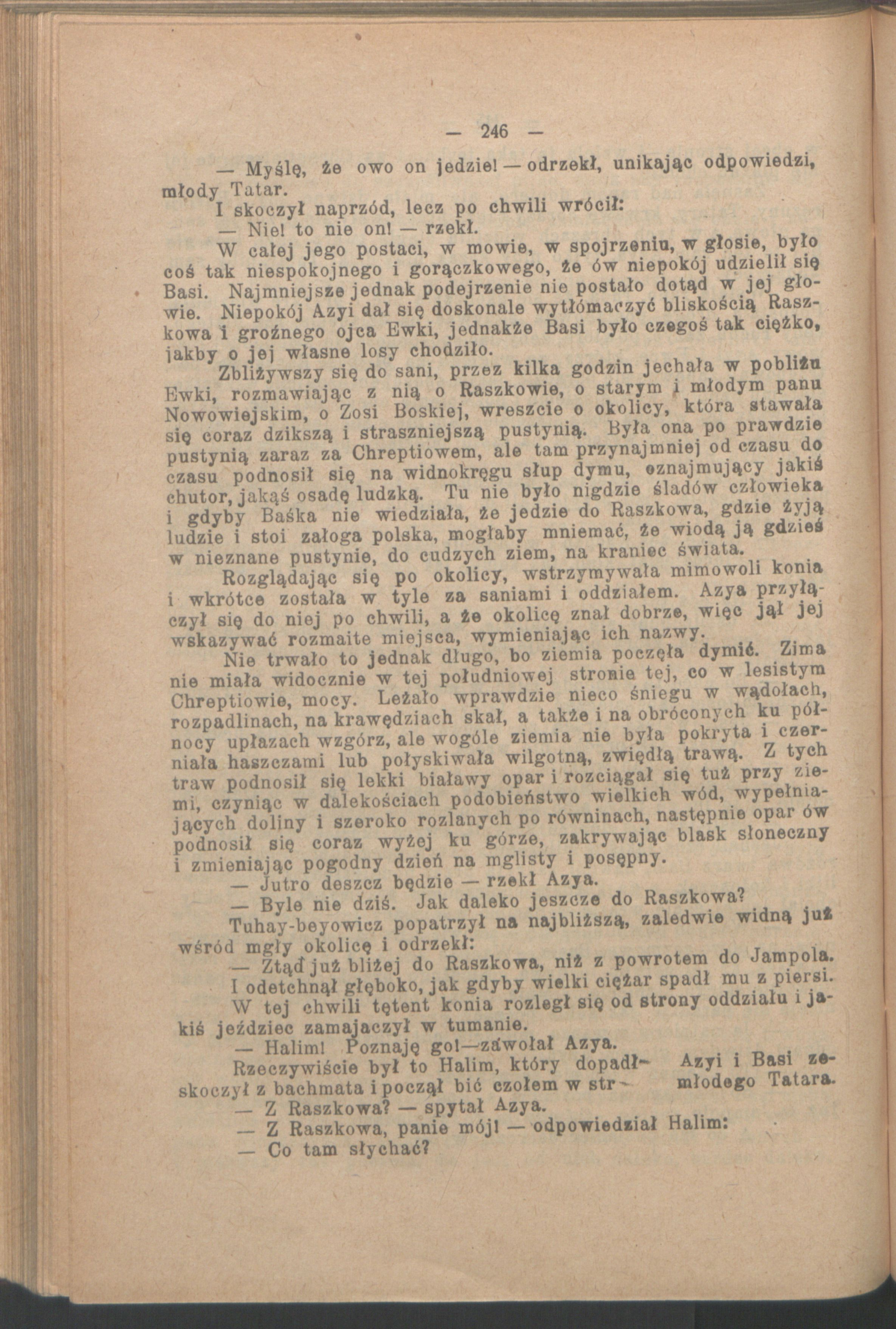
Archaizacja („Trylogia Sienkiewicza”)

Archaizacja (stylizacja archaiczna) – rodzaj stylizacji językowej polegającej na wprowadzeniu do utworu literackiego archaicznych elementów słownictwa, rzadziej form gramatycznych lub konstrukcji składniowych. W wypadku braku zabytków dokumentujących dawne formy (np. dla polszczyzny sprzed XII wieku) celom stylizacji archaicznej mogą służyć elementy gwarowe lub pochodzące z języka dawnych epok.

## Charakterystyka
Problem archaizacji języka nabrał znaczenia z rozwojem powieści historycznej i wzrostem tendencji realistycznych w literaturze. W literaturze polskiej rozkwit tego rodzaju stylizacji przypadł na XIX wiek. W szerokim zakresie wprowadził archaizację do swoich powieści historycznych Henryk Sienkiewicz. W „Trylogii” oparł stylizację językową na polszczyźnie XVII-wiecznej, wprowadzając zarówno archaizmy leksykalne, fonetyczne, fleksyjne, a także archaizując tok składniowy. Dzięki temu odtworzył atmosferę przedstawionej epoki.
Archaizacja może dotyczyć ortografii, jak w przekładzie Wielkiego testamentu François Villona pióra Tadeusza Boya-Żeleńskiego:
Nie iest biskupem mym ni panem;
Ni ziarnam nie miał zeń, ni plewy;
Anim mu sługą, ni poddanym,
Ani o iego stoię gniewy;
Wodą y kęsem chleba suchym
Karmił mnie zacnie całe lato,
Na chłód przyodział mnie łańcuchem:
Niechay go Bóg wypłaci za to.
Na płaszczyźnie pozajęzykowej archaizację można wyrażać dawnym krojem pisma (gotyk), zastosowaniem inicjałów lub użyciem drzeworytów, które zewnętrznie upodabniają książkę do starodruku.